# Red Foley
Red Foley, (Kentucky, 1910. június 17. – Fort Wayne, 1968. szeptember 19.) amerikai countryénekes. Clyde Julian „Red” Foley amerikai zenész jelentősen hozzájárult a countryzene második világháború utáni fejlődéséhez.
Több mint két évtizeden át a műfaj egyik legnagyobb sztárja volt, több mint 25 millió lemezt adott el. 1951-es slágere, a „Peace in the Valley” az első milliós példányban eladott gospellemezek között volt. Haláláig a Grand Ole Opry veteránja volt. 1955-60 között a televízió első népszerű countryzenei sorozatát, az (Ozark Jubilee) vezette.
Mint a Country Music Hall of Fame tagjai között minden idők egyik legsokoldalúbb és legmegindítóbb előadójának, a countryzene formálódó évei óriási hatású előadójának tartják.

## Pályafutása
Foley szülei egy vegyesboltot üzemeltettek, így már korán megismerkedett a hangszerekkel. Egy ideig énekórákat vett, de kezdetben a sport volt érdekelte inkább. Miután számos énekversenyt megnyert, 1930-ban felfedezték a chicagóban egy versenyen. Abban az időben a Kentucky állambeli Georgetown College-ban tanult. Foley hét évet töltött a WLS National Barn Dance Show-val, ahol énekesként a Cumberland Ridge Runners együttessel lépett fel. 1933-ban a felesége meghalt első gyermekük születésekor. Röviddel ezután újra újranősült. Judy Martinnal kötött második házasságából származó lánya, Shirley Lee Foley 1953-tól Pat Boone házastársa volt. Lányuk, Debby Boone énekesnő.
1937-ben új műsort indítottak kifejezetten Red Foley számára, a Renfro Valley Barn Dance-ot. Itt a lágy balladáktól a gyors boogie woogie-ig terjedő műfajokban énekelt. Kellemes hangjának és szimpatikus személyiségének köszönhetően gyorsan népszerűvé vált. Két évvel később saját műsora lett „Avalon Time” címmel.
Az első lemezekeit egy kis kiadónál vették fel. 1941-ben leszerződött a Decca Recordshoz. Egyik legkorábbi slágere az általa írt „Old Shep” volt, egy könnyes dal a kutyájáról, amely mintegy tizenöt évvel később  Elvis Presley felvételével vált még híresebbé. Ez idő alatt többször is szerepelt westernfilmekben.
1944-ben érte el első listavezető slágerét a „Smoke On The Water” című dallal. Aztán további top 10 helyezéseket ért el, köztük egy újabb kiemelkedő sikert a „Shame On You” című albummal. 1946-ban átvette a Grand Ole Opry műsorvezetői posztját, és 1950-ben elérte első milliós eladását a „Chattanoogie Shoe Shine Boy”-jal. 1947-ben a „New Jolie Blonde” című dalával vezette a country slágerlistákat.
Az 1950-es évek elején felesége öngyilkos lett, miután tudomást szerzett a Sally Sweettel fenntartott viszonyáról. Foley ekkor egy időre visszavonult a közélettől. Remeteélete 1954-ig tartott, de folytatta a lemezek készítését. 1954-ben új műsort ajánlottak neki. Az „Ozark Jubilee” azonnal sikert aratott, és 1960-ig futott.
A hatvanas években a Foley továbbra is készített lemezeket, de azok már nem tudtak bekerülni a slágerlistákra. Egy ideig szerepelt a „Mr. Smith Goes to Washington” című televíziós sorozatban.
Red Foley 1968-ban, 58 éves korában hunyt el szívroham következtében.

## Albumok
- 1951: Red Foley Souvenir Album
- 1953: A Tribute To Jimmie Rodgers
- 1953: Sing A Song Of Christmas
- 1954: Lift Up Your Voice
- 1955: Lift Up Your Voice
- 1955: Beyond The Sunset
- 1956: Red & Ernie, Vol. 1
- 1956: Red & Ernie, Vol. 2
- 1958: Red Foley's Dickies Souvenir Album
- 1958: I Believe
- 1958: He Walks With Thee
- 1958: Beyond The Sunset
- 1958: My Keepsake Album
- 1959: Let's All Sing With Red Foley
- 1960: Kitty Wells' and Red Foley's Golden Favorites
- 1961: Rockin' Chair
- 1961: Company's Comin'
- 1961: Songs Of Devotion
- 1962: Dear Hearts & Gentle People
- 1962: Life's Railroad To Heaven
- 1962: Hang Your Head In Shame
- 1963: The Red Foley Show
- 1963: Rock Of Ages
- 1965: I'm Bound For The Kingdom
- 1967: Songs For The Soul
- 1969: I Believe

## Filmek
- Red Foley az IMDb-n

## Díjak
- 1967: Country Music Hall of Fame
- Hollywood Walk of Fame
- Grammy-díj jelölés

## Fordítás
- Ez a szócikk részben vagy egészben  a   Red Foley című német Wikipédia-szócikk ezen változatának fordításán alapul.  Az eredeti cikk szerkesztőit annak laptörténete sorolja fel. Ez a jelzés csupán a megfogalmazás eredetét és a szerzői jogokat jelzi, nem szolgál a cikkben szereplő információk forrásmegjelöléseként.